# Печера (Винницкая область)
Печёра (укр. Печера) — село в Тульчинском районе Винницкой области Украины.
Печёра (укр. Печо́ра, рус. Печо́ра; Бугские пороги) — климатический курорт Украины, в 65 км к юго-востоку от Винницы, в 27 км к северо-востоку от ж/д ст. Рахны (и примерно на таком же расстоянии от ж/д ст. Немиров; сообщение автобусное). Расположено на берегу р. Южный Буг, в живописной местности. На территории курорта — большой парк из широколиственных пород (граб, липа, каштан).

## История
Во время Второй мировой войны на территории бывшей усадьбы князей Потоцких располагался Печерский концентрационный лагерь, управляемый румынской жандармерией. Во время войны через него прошло около 11 000 человек, из которых около 9500 погибли.

## Курорт
Климат Печёры, характеризующийся мягкой зимой и тёплым летом, используется для климатотерапии. Применяют также лечебную физкультуру, физиотерапевтические процедуры и др.; для лечения используют также привозные бутылочные минеральные воды. На курорте осуществляется лечение больных с костным туберкулёзом и с туберкулёзом лёгких. Функционирует (в ведении органов здравоохранения) 2 санатория, в том числе костнотуберкулёзный «Печора» (210 мест). Санатории расположены на высоком берегу Южного Буга, в русле которого огромные валуны образуют пороги (отсюда второе название курорта).

## Достопримечательности
- Парк графа Потоцкого с искусственными порогами и гротами. Во время Великой Отечественной войны на этом месте стоял концентрационный лагерь «Мертвая петля», где погибло 35,000 евреев узников.[2]
- Деревянная Церковь Рождества Богородицы (1764), и [каменная] колокольня (1865)[3].
- Склеп Потоцких (1904) стилизованный под романскую архитектуру. Архитектор В. В. Городецкий
 (в конце XVIII века наследники последнего подольского воеводы Л.-М. Свейковского воздвигли дворец, вокруг которого разбивается английский (пейзажный) парк, со временем перешагнувший живописную, с каменным хаосом долину реки, — практически не сохранились).
- Капитальные хозяйственные постройки (1912—1915), архитектор Я. Гойрих.
- Печёрские пороги на реке Южный Буг.
- Мельница Потоцких на Южном Буге (на границе с селом Соколец).

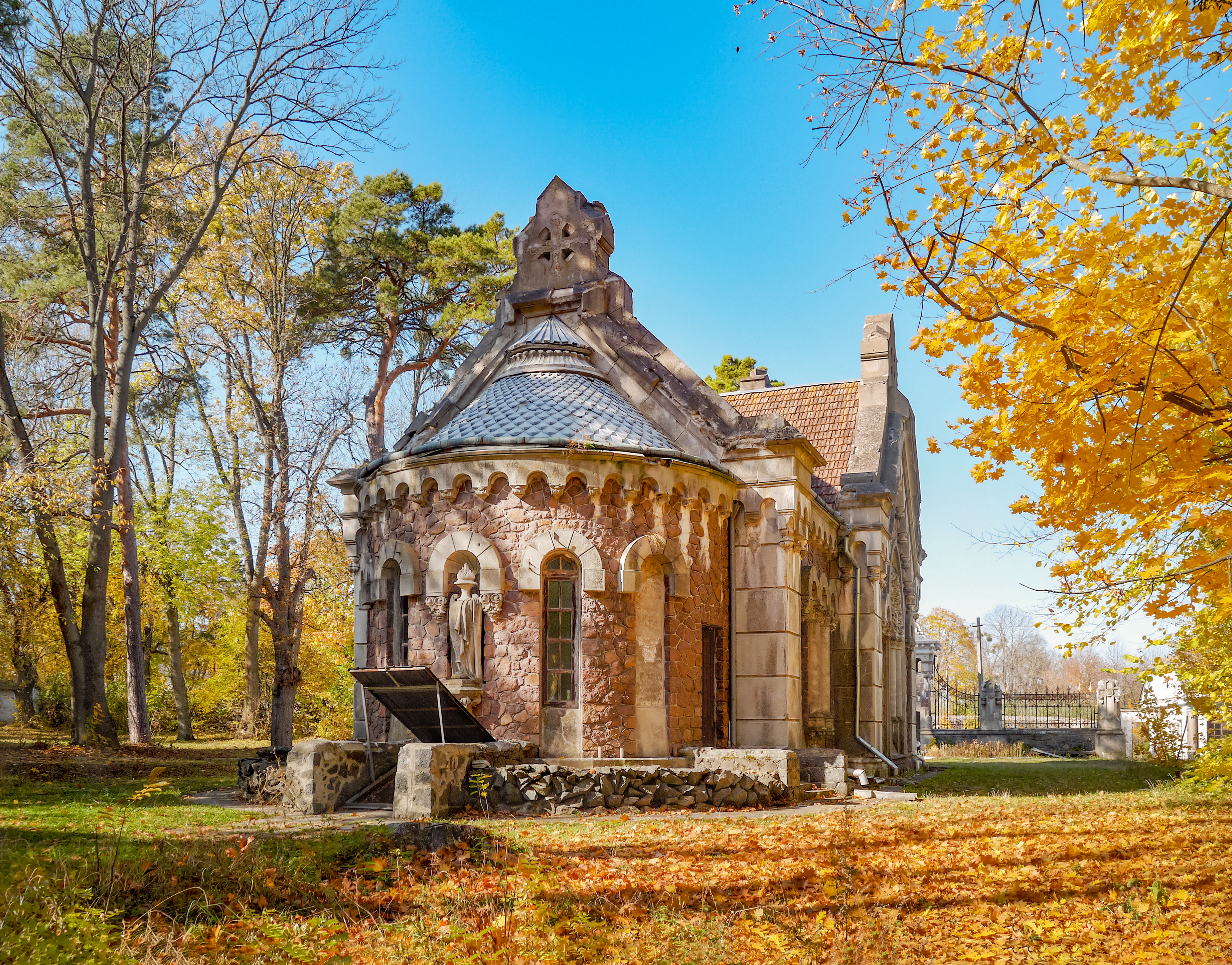
Склеп семьи Потоцких
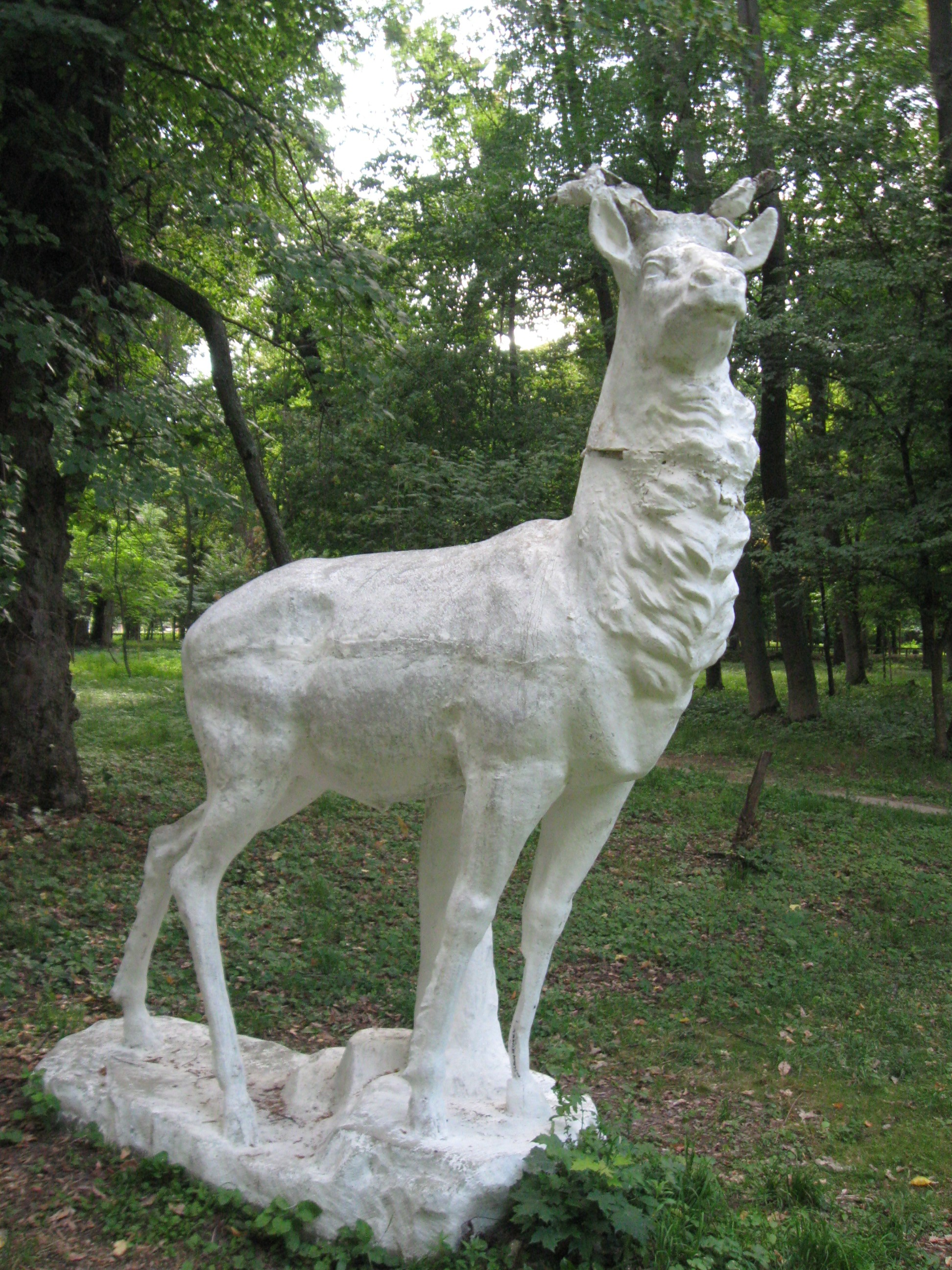
Скульптура в парке бывшего дворца Потоцких
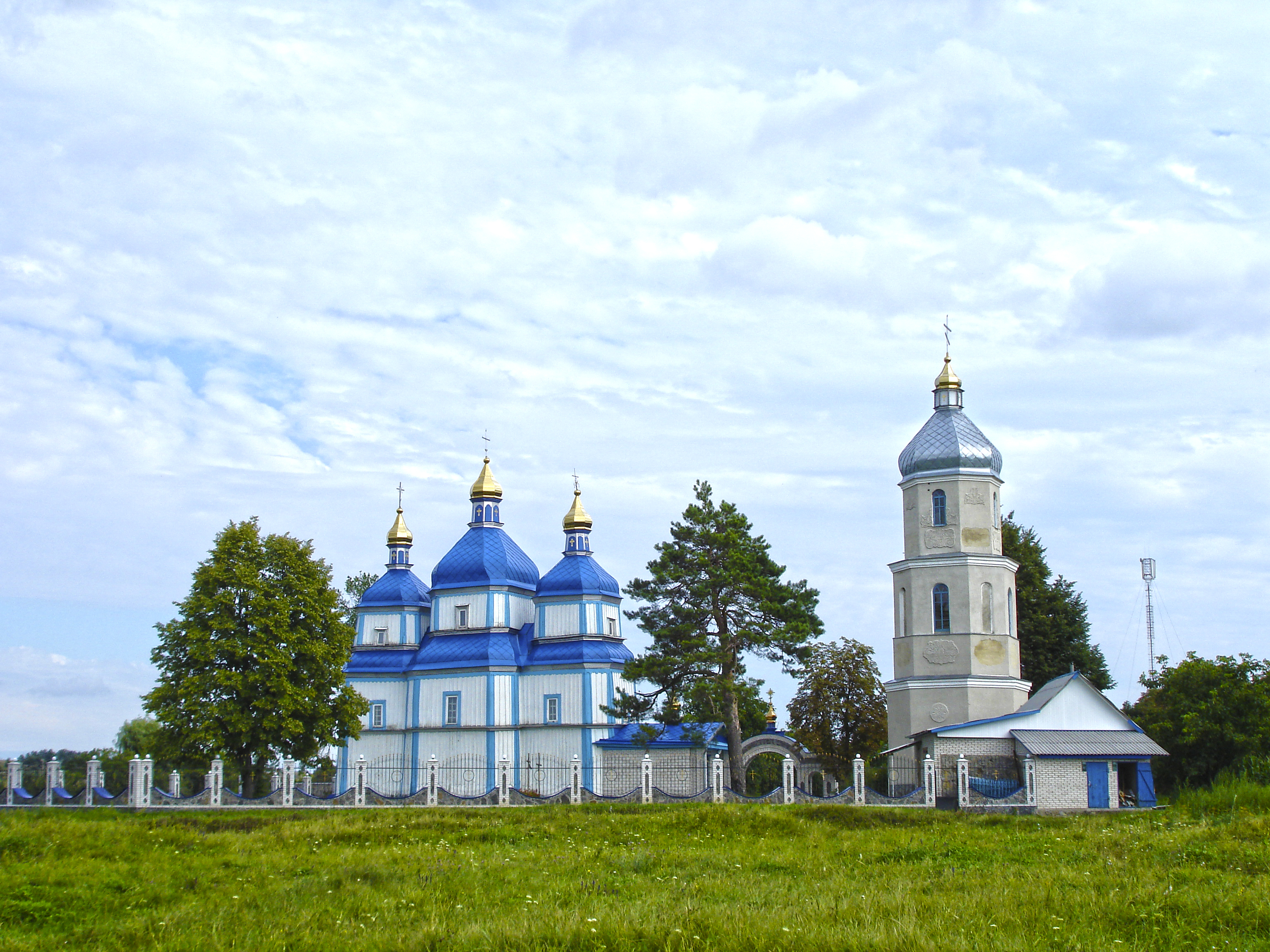
Церковь Рождества Богородицы, с колокольней
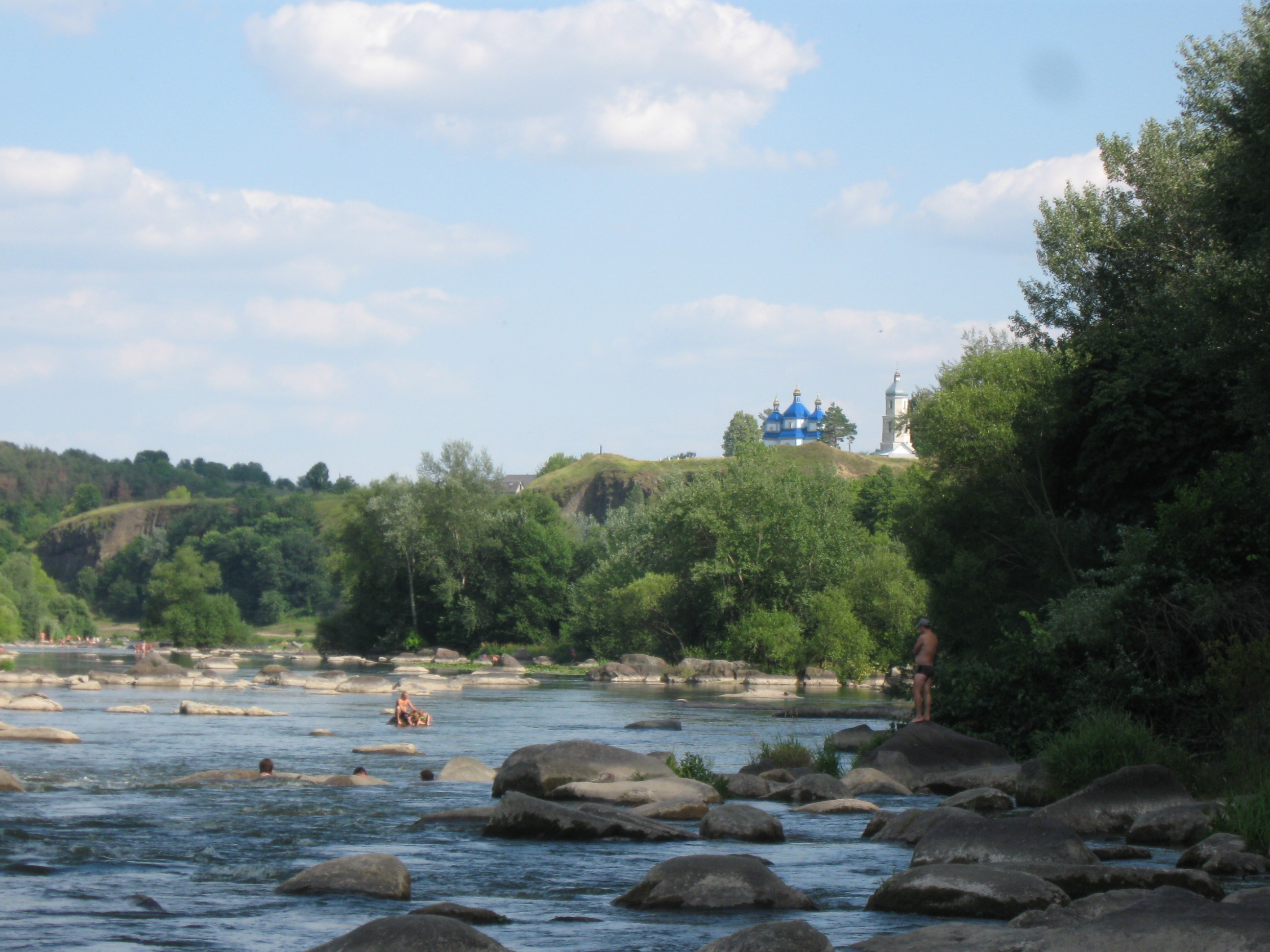
Вид на церковь с реки вниз по течению Южного Буга

## Экология и природа

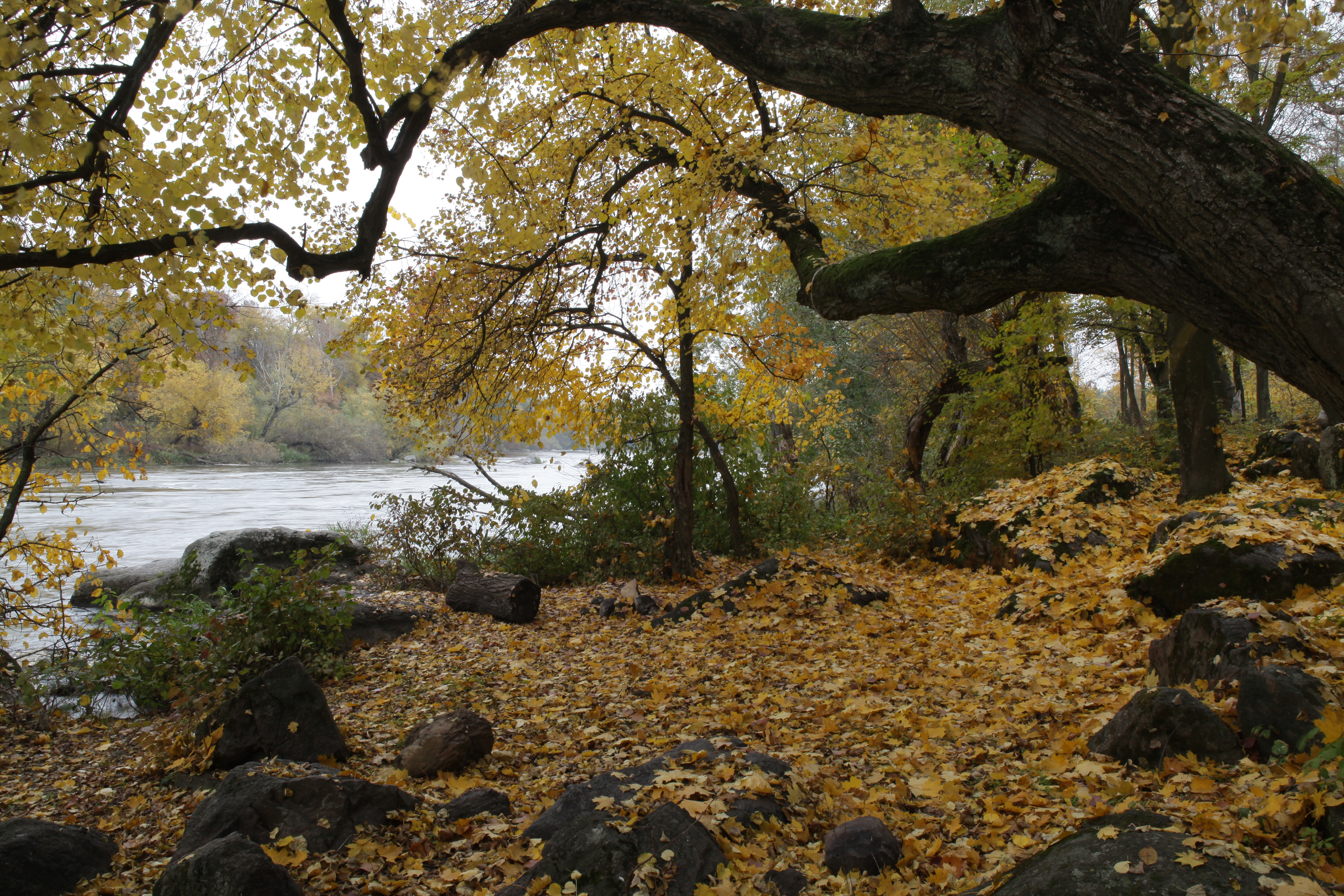
Английский (пейзажный) парк

Село Печёра является уникальной курортной зоной, красота Природы здесь просто завораживает! В селе, вдоль берега реки Южный Буг, расположен ландшафтный заказник «Прибужский», территория которого в последние годы регулярно засоряется различными отходами, которые оставляют после себя туристы и местные жители. Местами, на берегу, в ложбинах ручьёв и лесопосадках, образуются целые свалки мусора… Начиная с апреля 2012 года в с. Печёра ежемесячно (в тёплое время года) проводятся экологические субботники Архивная копия от 21 февраля 2014 на Wayback Machine, цель которых — уборка мусора вдоль берегов Южного Буга в районе села, возле родников, в лесах и полях, ликвидация стихийных свалок, а также вывоз мусора на централизованную свалку. Организаторы экологических субботников — фестиваль «Млиноманія» и сельский голова Вадим Остапчук.

## Известные жители и уроженцы
- Алфимова Людмила Ивановна  (1935—2024) — советская и украинская актриса театра и кино, заслуженная артистка Украины.
- Вистяк Иван Кириллович (1862 — после 1917) — член IV Государственной Думы Российской Империи, крестьянин.
- Кальницкий Иван Сергеевич (1923—2006) — Герой Социалистического Труда.